# Kafr Dan
Kafr Dan (arab. كفر دان) – arabskie miasto położone w muhafazie Dżanin, w Autonomii Palestyńskiej.

## Położenie
Wioska Kafr Dan jest położona na wysokości od 120 do 182 metrów n.p.m. na zachodnich zboczach wzgórza na północno-zachodnim skraju Samarii. Okoliczne wzgórza są w większości porośnięte oliwnymi gajami, i wznoszą się w kierunku południowym i zachodnim. Natomiast po stronie północno-wschodniej teren opada do Doliny Jezreel w Izraelu. W otoczeniu wioski Kafr Dan znajduje się miasto Dżanin, miejscowości Al-Jamun i Burkin, wioski Dżalama, Dahijat Sabah al-Chajr, Misiljah i Kafr Kud. W odległości 2 km na północny wschód od wioski przebiega mur bezpieczeństwa oddzielający terytorium Izraela od Autonomii Palestyńskiej. Po stronie izraelskiej są położone moszaw Ram-On oraz arabska wioska Mukajbila.

## Historia
W wyniku I wojny izraelsko-arabskiej w 1949 roku wioska Kafr Dan znalazła się pod okupacją Jordanii. Podczas wojny sześciodniowej w 1967 roku cała Samaria znalazła się pod okupacją Izraela. Zawarte w 1983 roku Porozumienia z Oslo przyniosło utworzenie Autonomii Palestyńskiej. Wioska Kafr Dan znajduje się w strefie A, która całkowicie podlega palestyńskiej administracji.

## Demografia
Według danych z 2007 roku w wiosce mieszkało ponad 5,2 tys. osób.

## Gospodarka
Gospodarka wioski opiera się na rolnictwie, sadownictwie i hodowli drzewek oliwnych.

## Transport
Z wioski wyjeżdża się lokalną drogą na północ, i po około 0,5 km dojeżdża do skrzyżowania z drogą nr 66, którą jadąc na północny zachód dociera się do przejścia granicznego Salem, lub jadąc na południowy wschód do miasta Dżanin.